# حرائق الغابات التشيلية باتاغونيا 2021
حريق باتاغونيا التشيلي هو حريق هائل أثر على منتزه باتاغونيا في إقليم أيسن، جنوب تشيلي. بدأ الحريق يوم الجمعة 2 يوليو 2021 حوالي الساعة 22:00.  أفاد راديو كوابريتيفا في ليلة 2 يوليو أنه يمكن ملاحظة الحريق على مسافة بعيدة مثل بلدة كوكرين ، على بعد 80 كم.  في 3 يوليو، كان من المتوقع أن تساعد الأمطار القادمة في تخفيف الحريق.  في 3 يوليو، تم حرق 150 هكتارًا. 
أعلن المكتب الوطني للطوارئ بوزارة الداخلية «حالة التأهب الحمراء» في 3 يوليو. 